# 간분 오미-와카사 지진

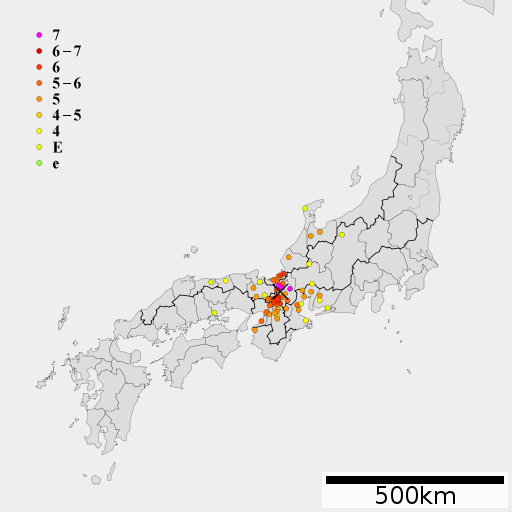
간분오미-와카사 지진의 진도 분포

간분 오미-와카사 지진(寛文近江・若狭地震)은 1662년 6월 16일에 일본의 긴키 지방을 중심으로 발생한 지진이다. 지진 규모는 M71⁄4~7.6. 오미국, 와카사국, 교토 등으로 큰 피해가 나왔다.  비와호 서부 대부분 지역이 진도7이었을 것으로 추정된다. 지진으로 약 700~900명이 사망했다.

## 참고 문헌
- 国立天文台 『理科年表 令和3年』 丸善 P.778 ISBN 978-4-621-30560-7